# Dimercaprol
British anti-Lewisite (BAL) ou dimercaprol é um antídoto contra metais pesados, administrado pela via intramuscular. É eficaz no tratamento de intoxicações por bismuto, níquel, mercúrio, antimônio e arsênico. Todavia, não deve ser usado nas intoxicações por prata, selênio e tálio.
A levisita é uma arma química da classe dos agentes vesicantes ou bolhosos que contem arsênio em sua composição e como o dimercaprol é um antídoto contra a intoxicação por arsênio, consequentemente é usado contra a essa arma química, que contem arsênio. Por isso, o dimercaprol recebeu o apelido de BAL (British anti-Lewisite). O "British" do nome se refere ao país que produziu o antídoto durante a II Guerra Mundial.
1. 1 2 3
2. ↑  Colasso; França, C. G.; T. C. C. (15 de abril de 2014). «Agentes Vesicantes» (PDF). Revista Virtual de Química. Consultado em 17 de abril de 2021

## Doses usuais
- 2 a 3 mg/kg a cada 4 horas nos 2 primeiros dias. Depois a cada 6 horas nos dois outros dias. Posteriormente, a cada 12 horas de três dias para a frente.[1]